# Black Holes and Revelations
Black Holes And Revelations és el nom de l'àlbum del conjunt anglès Muse que va sortir el 3 de juliol del 2006. L'àlbum del grup de Matthew Bellamy ha sigut criticat per alguns fans per tenir un estil una mica diferent, i és que a diferència d'aquest en els anteriors treballs només componia Matthew i en aquest tots tres.
Aquest, el seu quart treball d'estudi, segueix la línia estilística del seu anterior disc, Absolution, amb un estil musical menys agressiu i molt més fosc, a més de comptar amb lletres més ideològiques que en els seus dos primers treballs. Aquest disc té un cert so urbà, com posa de manifest la cançó "Supermassive Black Hole", no obstant això, Bellamy assegura que sempre li va agradar aquest estil i que ja tenia pensat desenvolupar-lo abans d'haver-los escoltat.

## Llista de Cançons
1. Take A Bow, 4:39
2. Starlight, 4:00
3. Supermassive Black Hole, 3:29
4. Map Of The Problematique, 4:19
5. A Soldier's Poem, 2:01
6. Invincible, 4:54
7. Assassin, 3:31
8. Exo Politics, 3:53
9. City of Delusion, 4:48
10. Hoodoo, 3:52
11. Knights of Cydonia, 6:03

Bonus Track: Glorious, 4:38

## Singles
- Starlight
- Supermassive Black Hole (UK)
- Knights of Cydonia (USA)
- Invincible
- Map of the problematique